# Synoicus chinensis

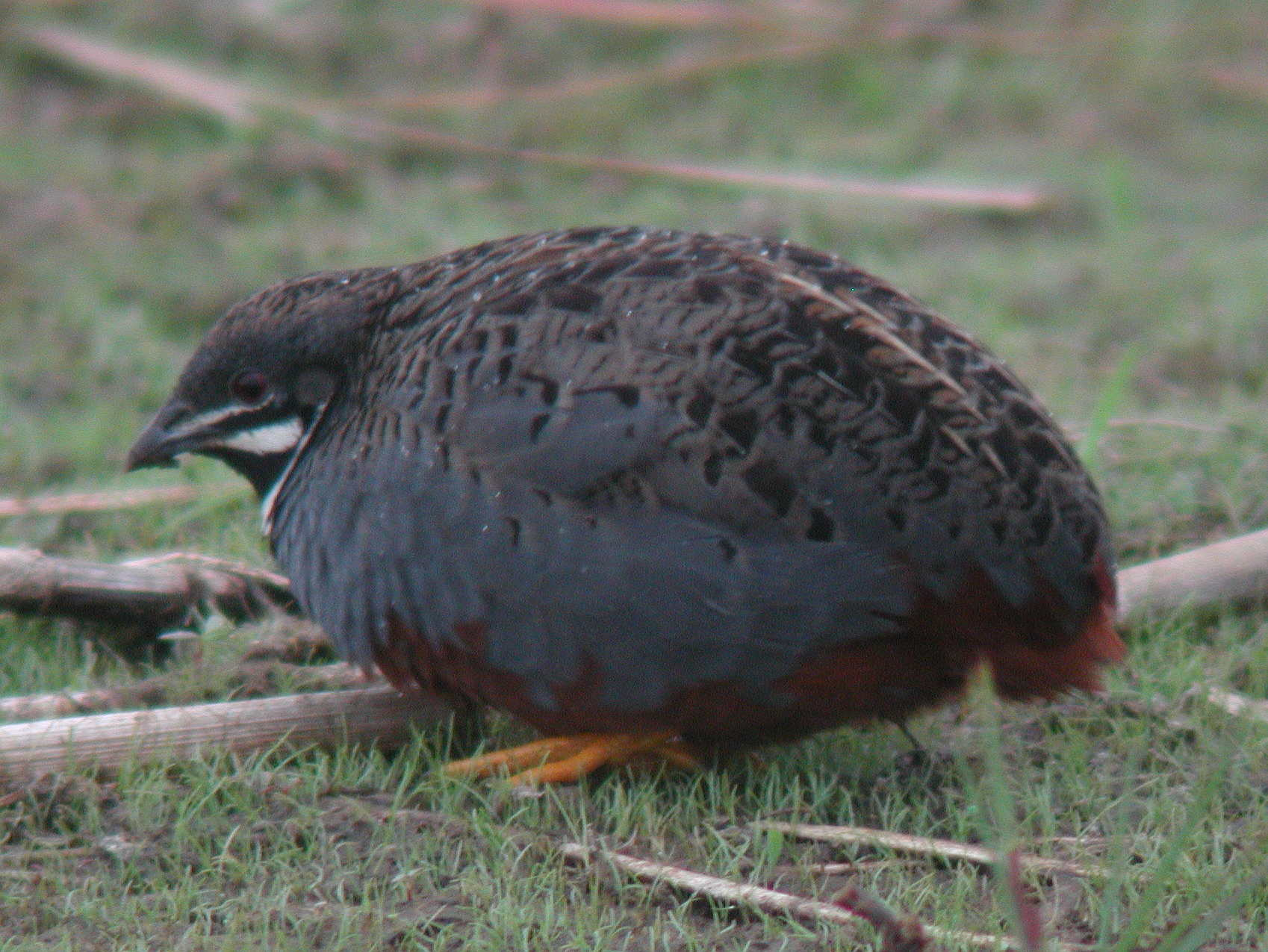
Esemplare a Samsonvale (Queensland).

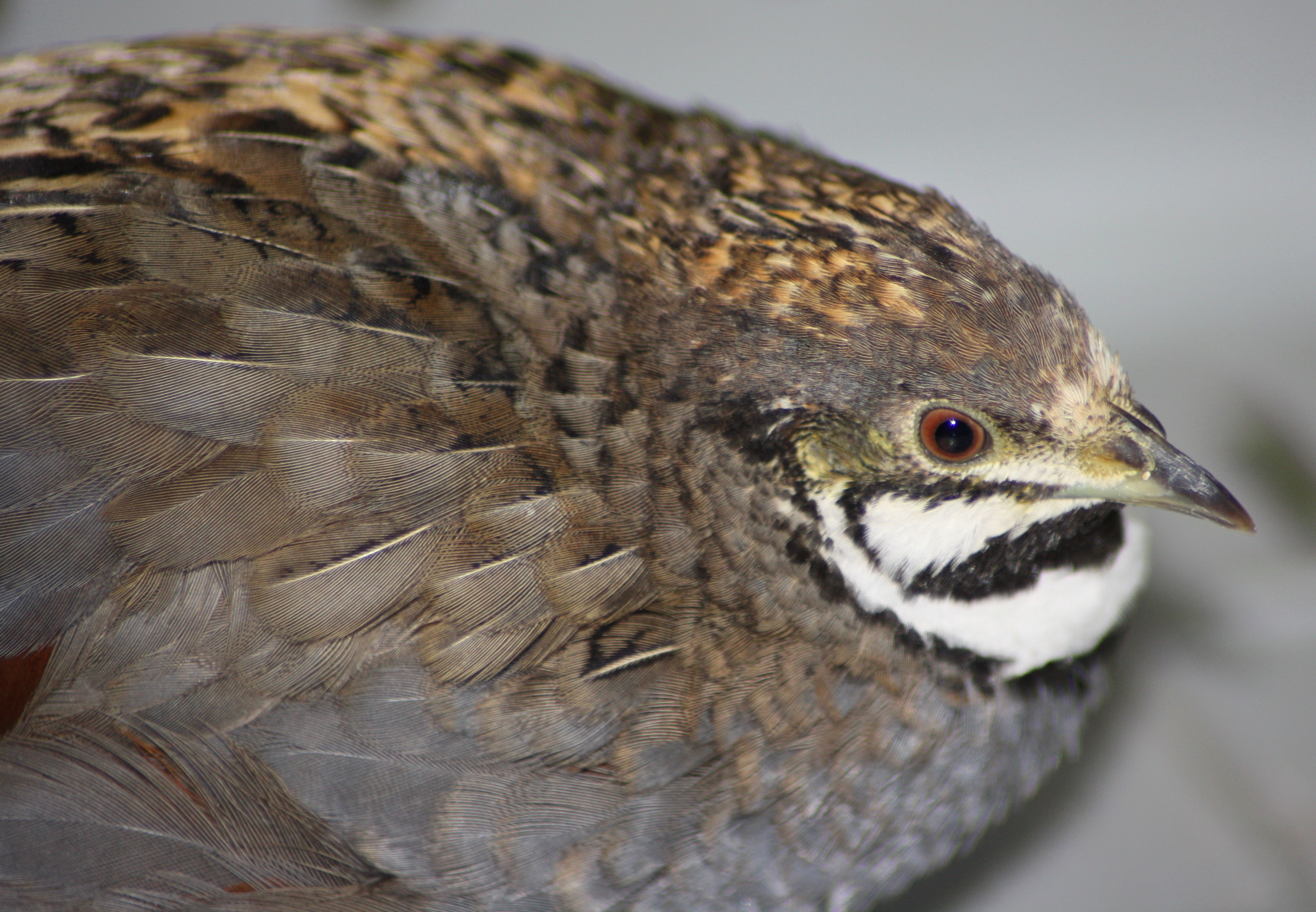
Esemplare in cattività.

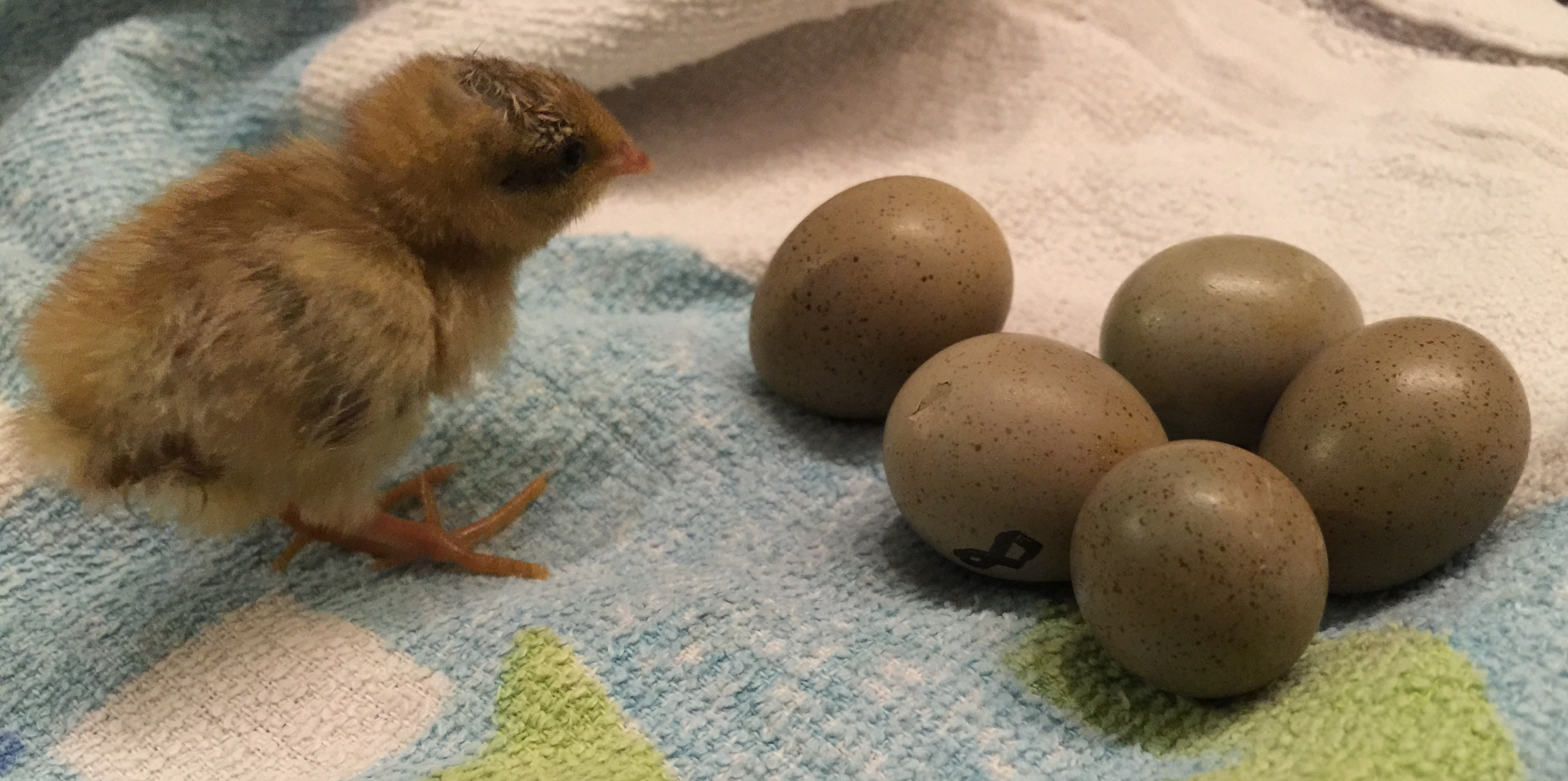
Uova ed un pulcino di dieci giorni.

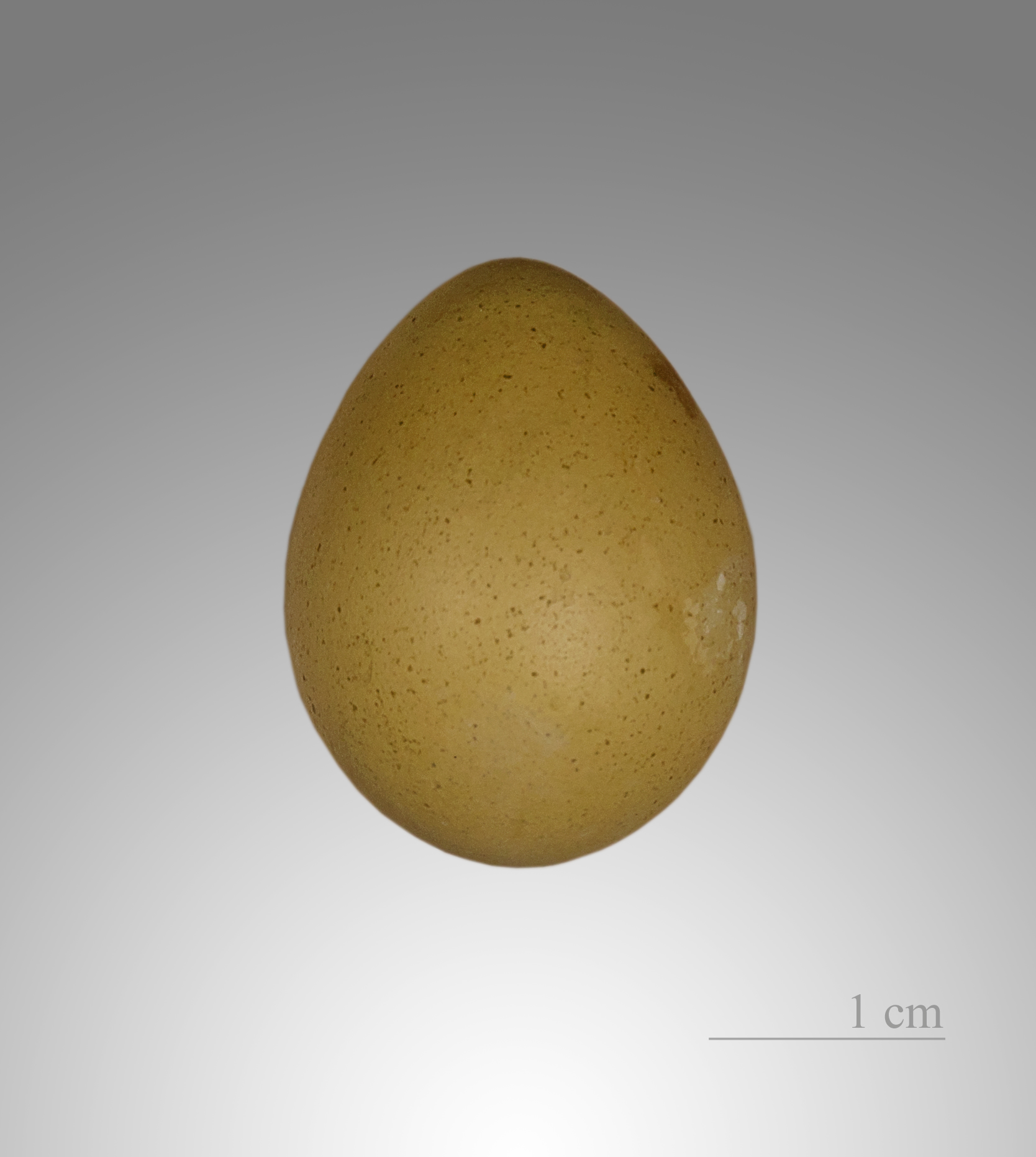
Uovo di quaglia pettoblu.

La quaglia della Cina (Synoicus chinensis (Linnaeus, 1766)) è un uccello galliforme della famiglia dei Fasianidi.

## Descrizione

### Dimensioni
Misura 12-15 cm di lunghezza per 20-57 g di peso; l'apertura alare è di circa 25 cm.

### Aspetto
La quaglia della Cina ha becco grigio-nerastro, iride di colore variabile dal marrone scuro al bruno-rossastro e zampe giallo-arancio. I sessi sono dimorfici. Nel maschio adulto il vertice e la nuca sono marrone scuro, macchiati di nero, con una debole e sottile linea centrale chiara. La faccia nerastra è attraversata da una linea malare bianca che parte dalla base del becco e forma una sorta di mustacchio. Una larga linea bianca a forma di ferro di cavallo contorna il mento, al di sotto del quale si trova a sua volta una stretta banda nera. La fronte, i lati del vertice, i lati della testa, le copritrici auricolari, il petto, i lati del collo e i fianchi presentano una tinta grigio-bluastra. Il ventre, la parte posteriore dei fianchi e le copritrici sotto-caudali formano una zona bruno-rossastra. Il dorso, compresi il mantello, le parti laterali del petto e le ali, presentano una colorazione variabile dal marrone scuro al marrone chiaro, finemente barrata e macchiata di nero, con deboli strisce camoscio più evidenti sulle scapolari interne. Le copritrici alari sono grigio-brunastre con macchie indistinte e le remiganti sono grigio-brunastre scure. Le sotto-caudali, nascoste, sono bruno-rossastro chiaro.
Le femmine adulte hanno fronte, lati del vertice, lati della testa e del collo, copritrici auricolari e petto di un colore camoscio-arancio chiaro che diviene più bianco sulla gola. Una sottile linea nera si sviluppa, a partire dalla commissura del becco, sotto l'occhio e la regione lorale. Il petto e il resto delle parti inferiori, comprese le copritrici sotto-caudali, sono color camoscio, segnate da macchie nerastre e da barre più scure. Il vertice e la nuca sono marrone opachi, macchiati di nero con una linea centrale più larga di quella del maschio. Le parti superiori, incluse le ali, sono simili a quelle del maschio, ma presentano macchie nere più grandi e un maggior numero di striature camoscio. I giovani somigliano alle femmine adulte. Tuttavia le loro strisce sono più numerose e si estendono fino alle parti inferiori.

## Biologia
Le quaglie della Cina sono uccelli timidi che vengono spesso avvistati mentre corrono o fanno bagni di polvere sulle piste. Si alzano raramente in volo, senza dubbio a causa delle loro piccole dimensioni e della vegetazione lussureggiante. In caso di pericolo preferiscono nascondersi o fuggire correndo. Le quaglie della Cina vengono generalmente avvistate in coppie o in gruppi familiari che possono comprendere fino a sei individui. Tuttavia, in passato sono state viste anche bande contenenti fino a 40 esemplari. Quando fuggono, le quaglie della Cina cambiano direzione con grande precisione, correndo furtivamente prima di prendere una pausa e continuare la loro corsa.

### Alimentazione
Le quaglie della Cina sono principalmente erbivore e si nutrono soprattutto di semi. Tuttavia, consumano anche insetti e piccoli invertebrati.

### Riproduzione
Le quaglie della Cina sono monogame e stringono forti legami coniugali. Per costruire il nido, scavano una depressione poco profonda che rivestono abbondantemente e ricoprono con una cupola di erbe e di canne. La parte più importante del lavoro viene svolta dalla femmina, ma il maschio fornisce la sua assistenza nella raccolta dei materiali. Il nido è ben nascosto in un ciuffo di giunchi, un ciuffo d'erba o anche in una lattina vuota abbandonata. La covata è costituita da 4 ad 8 uova bruno-oliva chiaro, camoscio o bruno-rossastro. Spesso sono macchiate di marrone scuro, ma possono essere anche prive di macchie. La femmina si occupa da sola della cova per 18 o 19 giorni, tuttavia il maschio si affianca a lei qualche volta per la notte o le dà talvolta il cambio mentre ella si allontana brevemente dal nido per cibarsi ed abbeverarsi. Durante stagioni particolarmente favorevoli, possono essere portate avanti con successo due nidificazioni. I piccoli sono autonomi nel giro di 8 settimane e sono in grado di riprodursi alla fine della stessa stagione della loro schiusa. Il periodo di nidificazione dipende dall'entità e dalla durata delle precipitazioni. Nello stato di Victoria ha luogo da dicembre a gennaio, nel Nuovo Galles del Sud da settembre a dicembre e nel Territorio del Nord in gennaio-febbraio e maggio. Nelle Piccole Isole della Sonda la deposizione ha luogo in aprile. In Malaysia la stagione degli amori si protrae da gennaio ad agosto. Le femmine depongono da novembre a febbraio nel Borneo, da giugno a settembre nelle Filippine, da marzo ad aprile nel sud dell'India, da agosto a settembre e da dicembre a gennaio nello Sri Lanka e infine da giugno ad agosto nell'Assam (nord dell'India). I maschi prendono parte all'educazione, alla difesa dei giovani e alla cura della nidiata, in modo che le femmine possano dedicarsi ad una seconda deposizione.

## Distribuzione e habitat
Le quaglie della Cina frequentano le praterie paludose e cespugliose, le risaie, le zone costiere, le boscaglie umide presso i corsi d'acqua e i margini ricoperti da vegetazione delle zone umide ricchi di piante rigogliose e felci. Vengono avvistate generalmente nelle pianure, ma si possono trovare ad altitudini culminanti fino a 2000 metri nello Sri Lanka e nel sud dell'India.
La quaglia della Cina è endemica dell'Australia e del Sud-est asiatico. È abbastanza comune ma diffusa in modo discontinuo in India, principalmente nel sud, nell'est e nel nord del Paese; al sopraggiungere della stagione delle piogge le popolazioni si sparpagliano verso ovest, raggiungendo Bombay e il Nepal. È sedentaria in Sri Lanka e nelle isole Nicobare, erratica in Bangladesh. Più ad est, è presente in Myanmar e Thailandia, nel sud-est della Cina, a Taiwan, Hainan, in Indocina e in Malaysia, nelle Filippine e su tutto il territorio dell'Indonesia, comprese Sumatra, il Borneo e le Molucche. Si trova anche sulle Piccole Isole della Sonda e in Nuova Guinea, fino all'Australia. In quest'ultimo paese, è presente sui monti del Kimberley, nel Territorio del Nord e sulla costa est del Queensland e del Nuovo Galles del Sud. Questa specie è stata introdotta a Guam, a Réunion e a Mauritius con più o meno successo.

## Tassonomia
Ne esistono sei sottospecie:
- S. c. chinensis (Linnaeus, 1766), diffusa in un vasto areale che dall'India giunge fino allo Sri Lanka, alla penisola malese, a Sumatra, a Giava, all'Indocina, alla Cina sud-orientale e a Taiwan;
- S. c. trinkutensis (Richmond, 1902), endemica delle isole Nicobare;
- S. c. lineatus (Scopoli, 1786), diffusa nelle Filippine, nel Borneo, nelle Piccole Isole della Sonda, a Sulawesi e nelle Molucche;
- S. c. lepidus (Hartlaub, 1879), diffusa in Nuova Guinea e nell'arcipelago Bismarck;
- S. c. victoriae (Mathews, 1912), endemica delle regioni orientali dell'Australia;
- S. c. colletti (Mathews, 1912), endemica delle regioni settentrionali dell'Australia.